# Jingyuan-Tempel
Der Jingyuan-Tempel (chinesisch 靖遠寺 / 靖远寺, Pinyin Jìngyuǎn sì, xibenisch ᡤᠣᠷᠣᡣᡞᡢᡤᡝ
ᠪᡝ

ᡝᠯᡥᡝᠨᡝᠪᡠᠷᡝ
ᡪᡠᡣᡨᡝᡥᡝᠨ, Gorokingge be elhebure juktehen) ist ein xibenischer Lamatempel aus der Zeit der Qing-Dynastie im Xibenischen Autonomen Kreis Qapqal (bzw. Chabucha'er), einem autonomen Kreis der Xibe im Kasachischen Autonomen Bezirk Ili im Nordwesten des Uigurischen Autonomen Gebietes Xinjiang in der Volksrepublik China.  Er wurde 1893 erbaut.
Der Jingyuan-Tempel (Jingyuan si) steht seit 2001 auf der Liste der Denkmäler der Volksrepublik China (6-809).